# Moquettes coquettes
 (juillet 2019).
Si vous disposez d'ouvrages ou d'articles de référence ou si vous connaissez des sites web de qualité traitant du thème abordé ici, merci de compléter l'article en donnant les références utiles à sa vérifiabilité et en les liant à la section « Notes et références ».
Les Moquettes coquettes sont un ancien groupe québécois d'animatrices-humoristes de Montréal. Il était composé de Marie-Hélène Lebeau-Taschereau, Marianne Prairie, Valérie Caron, Laurence C. Desrosiers et Evelyne Morin-Uhl. Elles se décrivaient comme « un band d’animatrices drôles, irrévérencieuses, sociables, absurdes, accueillantes et polyvalentes ».

## Histoire

### Formation du groupe
Les cinq amies se sont d'abord connues aux initiations du baccalauréat en communication de l’Université du Québec à Montréal, puis dans les studios de CHOQ.fm, où elles ont lancé une émission de radio étudiante en octobre 2002, intitulée Les Moquettes coquettes.
Une sixième membre s’est ajoutée au groupe à l'été 2004, Sophie Goyette, la Moquette secrète. Elle s’occupe d'abord de tout ce qui se trame dans l’ombre des Moquettes coquettes : relations de presse, gérance, direction de production et de tournée. Elle agit maintenant comme réalisatrice.

### Scène
De septembre 2004 à avril 2006, elle présentent un spectacle concept dans différentes salles de Montréal et du Québec. Un show qui réunissait les Moquettes coquettes à un artiste musical, et où s’entremêlaient variétés, entrevues, humour, happening, théâtre et performances musicales.
Afin de visiter davantage de villes dans la province, elles créent en septembre 2006 leur premier “five-women show” intitulé Femmes au féminin, un spectacle où l’humour rose, noir, jaune, parfois niaiseux, parfois engagé, s’expose dans des sketches et des parodies musicales.
Également, depuis 2006, à l’occasion de la Journée internationale des femmes, elles visitent plusieurs villes du Québec pour présenter un spectacle exclusif et engagé.
Les FrancoFolies de Montréal ont taillé une place de choix aux Moquettes coquettes dans leur programmation. D’abord en 2007 où elles présentent leur Carte blanche au Club Soda, puis en 2008 où elles créent et animent le spectacle d’ouverture célébrant le 20e anniversaire du festival. Puis finalement en 2009, elles présentent le spectacle Sous les jupes des filles afin de célébrer le 5e anniversaire du groupe.
Elles ont également animé et fait la codirection artistique du 39e Festival international de la chanson de Granby.

### Radio
Parallèlement, elles ont aussi continué à faire de la radio en studio, toujours en compagnie d’artistes invités. Elles été sur les ondes de CIBL-FM Radio-Montréal hebdomadairement de juin 2006 à juin 2008. Elles ont également participé au Festival de musique émergente en Abitibi-Témiscamingue lors des éditions 2005 et 2006.

### Presse écrite
De septembre 2005 à juin 2006, elles écrivent une chronique bimensuelle dans le cahier Actuel du samedi du journal La Presse. Elles écrivent également une colonne d’opinion dans le journal Métro, un courrier des lecteurs dans Bang Bang et des cybercartes pour Elle Québec. De septembre 2006 à juillet 2008, leur blogue est publié sur le site de Voir.

### Télévision
Du 11 septembre 2009 au 26 mars 2010, les Moquettes coquettes prennent la barre d'une émission de variétés humoristique en 26 épisodes diffusée à Télé-Québec. Le 1er avril 2010, la chaîne de télé annonce la fin de l'émission,.

## Porte-parole
En mai 2007, les Moquettes coquettes sont devenues porte-parole de La Maison Hina, une maison d’hébergement pour les femmes victimes de violence conjugale et leurs enfants de Saint-Jean-sur-Richelieu.